# Acrocercops apoblepta
Acrocercops apoblepta là một loài bướm đêm thuộc họ Gracillariidae. Loài này có ở Queensland.